# John Ballesty
Pas d'image ? Cliquez ici

a Compétitions nationales et continentales officielles uniquement.

b Matchs officiels uniquement.
Dernière mise à jour le 8 août 2025.
John Ballesty, né le 20 mai 1945 à Sydney, en Nouvelle-Galles du Sud, est un joueur de rugby à XV et de rugby à XIII australien. Il joua avec l'équipe d'Australie de 1968 à 1969 (9 sélections). Il jouait demi d'ouverture. 
John Ballesty a été le premier Wallaby de l’équipe du club d'Eastwood. En 1967 il porte les couleurs de la Nouvelle-Galles du Sud.
John Ballesty a reçu sa première cape avec l'équipe d'Australie à 23 ans contre les All Blacks. Il succède à un phénomène, Phil Hawthorne qui en 1968 accepte un contrat record pour l'époque de $30 000 pour changer de code et passer au XIII. 
Il est associé au légendaire Ken Catchpole. Lors du test contre la France en 1968 il réussit le drop décisif pour une victoire 11-10.
En 1970 John Ballesty change de code et passe au XIII au sein de la formation des Eastern Suburbs. Il y retrouve les anciens Wallabies John Brass et Alan Cardy. 

## Statistiques en équipe nationale
- Nombre de tests avec l'Australie : 9
- 1 essai, 1 transformation, 1 drop, 5 pénalités
- Tests par saison : 3 en 1962, 5 en 1963, 3 en 1964, 2 en 1965, 3 en 1966, 5 en 1967